# Hans Weicker
Hans Weicker (* 15. Dezember 1927 in Darmstadt; † 15. Mai 2024 ebenda) war ein deutscher Schauspieler.

## Leben und Wirken
Weicker absolvierte eine Schauspielausbildung an der staatlichen Schauspielschule in Frankfurt. Bereits während der Ausbildung arbeitete er für die Städtischen Bühnen Frankfurt. Während seiner über 70 Jahre währenden Karriere war er an wechselnden Theatern in Deutschland und Österreich engagiert und wirkte parallel in zahlreichen Kino- und Fernsehfilmen mit.

## Filmographie (Auswahl)
- 1950: Sensation im Savoy
- 1975–1976: PS – Geschichten ums Auto (Fernsehserie, 8 Folgen)
- 1981: Tod eines Schülers
- 1981: St. Pauli-Landungsbrücken (Fernsehserie, Folge 2x59 Fundsache)
- 1986: Geschichten aus der Heimat (Fernsehserie, Folge 1x08 Klassentreffen)
- 1990–1994: Diese Drombuschs
- 2009: Sieben Tage

### Tatort (Krimireihe)
- 1983: Blütenträume
- 1992: Verspekuliert
- 1995: Eine mörderische Rolle
- 1996: Der kalte Tod

Als Vater von Ermittlerin Charlotte Sänger:
- 2002: Oskar
- 2003: Das Böse